# Discografia di The Kid Laroi
La discografia di The Kid Laroi, rapper e cantante australiano, comprende un album in studio, un mixtape, un EP e oltre trenta singoli, di cui sei realizzati in collaborazione con altri artisti.

## Album in studio
| Anno | Titolo e dettagli                                                                                                   | Classifiche | Classifiche | Classifiche | Classifiche | Classifiche | Classifiche | Classifiche | Classifiche | Classifiche | Certificazioni                                             |
| Anno | Titolo e dettagli                                                                                                   | AUS         | CAN         | DNK         | IRE         | NLD         | NOR         | NZL         | UK          | USA         | Certificazioni                                             |
| ---- | --- | ----------- | ----------- | ----------- | ----------- | ----------- | ----------- | ----------- | ----------- | ----------- | ---------------------------------------------------------- |
| 2023 | The First Time - Pubblicato: 10 novembre 2023 - Etichetta: Columbia - Formati: CD, LP, download digitale, streaming | 3           | 16          | 19          | 33          | 41          | 3           | 7           | 29          | 24          | - AUS: Oro - CAN: Platino - DNK: Oro - NZL: Oro - USA: Oro |

## Mixtape
| Anno | Titolo e dettagli                                                                                                 | Classifiche | Classifiche | Classifiche | Classifiche | Classifiche | Classifiche | Classifiche | Classifiche | Classifiche | Classifiche | Certificazioni |
| Anno | Titolo e dettagli                                                                                                 | AUS         | CAN         | DNK         | IRE         | NLD         | NOR         | NZL         | SWE         | UK          | USA         | Certificazioni |
| ---- | --- | ----------- | ----------- | ----------- | ----------- | ----------- | ----------- | ----------- | ----------- | ----------- | ----------- | --- |
| 2020 | F*ck Love - Pubblicato: 24 luglio 2020 - Etichetta: Grade A, Columbia - Formati: LP, download digitale, streaming | 1           | 1           | 2           | 5           | 1           | 2           | 1           | 4           | 6           | 1           | - AUS: Platino (2) - CAN: Platino (3) - DNK: Platino (2) - NLD: Platino - NZL: Platino (4) - UK: Platino - USA: Platino (3) |

## Extended play
| Anno | Titolo e dettagli                                                                    |
| ---- | ------------------------------------------------------------------------------------ |
| 2018 | 14 with a Dream - Pubblicato: 16 agosto 2018 - Formati: Download digitale, streaming |

## Singoli

### Come artista principale
| Anno                                                                                          | Titolo                                        | Classifiche | Classifiche | Classifiche | Classifiche | Classifiche | Classifiche | Classifiche | Classifiche | Classifiche | Classifiche | Certificazioni | Album di provenienza    |
| Anno                                                                                          | Titolo                                        | AUS         | CAN         | DNK         | IRE         | NLD         | NOR         | NZL         | SWE         | UK          | USA         | Certificazioni | Album di provenienza    |
| --------------------------------------------------------------------------------------------- | --------------------------------------------- | ----------- | ----------- | ----------- | ----------- | ----------- | ----------- | ----------- | ----------- | ----------- | ----------- | --- | ----------------------- |
| 2018                                                                                          | Blessings                                     | —           | —           | —           | —           | —           | —           | —           | —           | —           | —           | | 14 with a Dream         |
| 2019                                                                                          | Let Her Go                                    | —           | —           | —           | —           | —           | —           | —           | —           | —           | —           | - AUS: Oro - NZL: Oro - USA: Platino | /                       |
| 2020                                                                                          | Diva (feat. Lil Tecca)                        | 76          | —           | —           | —           | —           | —           | —           | —           | —           | —           | - AUS: Oro - NZL: Platino - UK: Argento - USA: Platino                                                                                                   | /                       |
| 2020                                                                                          | Addison Rae                                   | —           | —           | —           | —           | —           | —           | —           | —           | —           | —           | - AUS: Oro - USA: Oro | /                       |
| 2020                                                                                          | Fade Away (con Lil Tjay)                      | —           | —           | —           | —           | —           | —           | —           | —           | —           | —           | - USA: Oro | /                       |
| 2020                                                                                          | Go Dumb (con Y2K, Blackbear e Bankrol Hayden) | —           | —           | —           | —           | —           | —           | —           | —           | —           | —           | | /                       |
| 2020                                                                                          | Go (con Juice Wrld)                           | 23          | 40          | —           | 42          | —           | —           | 32          | —           | 43          | 52          | - AUS: Platino - CAN: Platino (2) - DNK: Oro - NZL: Platino - UK: Oro - USA: Platino (3)                                                                 | F*ck Love               |
| 2020                                                                                          | Tell Me Why                                   | 49          | 86          | —           | 77          | —           | —           | —           | —           | —           | 104         | - AUS: Oro - CAN: Platino - NZL: Oro - USA: Platino | F*ck Love               |
| 2020                                                                                          | So Done                                       | 6           | 24          | 29          | 23          | 80          | 4           | 17          | 38          | 57          | 59          | - AUS: Platino (4) - CAN: Platino (2) - DNK: Oro - NZL: Platino (2) - UK: Argento - USA: Platino                                                         | F*ck Love (Savage)      |
| 2020                                                                                          | Reminds Me of You (con Juice Wrld)            | —           | 56          | —           | 48          | —           | —           | —           | —           | 63          | 89          | - NZL: Oro | /                       |
| 2020                                                                                          | Without You (solo o con Miley Cyrus)          | 1           | 7           | 2           | 3           | 2           | 1           | 8           | 5           | 2           | 8           | - AUS: Platino (8) - CAN: Platino (6) - DNK: Platino (2) - NOR: Platino (3) - NZL: Platino (3) - SWE: Platino - UK: Platino (2) - USA: Platino (4)       | F*ck Love (Savage)      |
| 2021                                                                                          | Stay (con Justin Bieber)                      | 1           | 1           | 1           | 2           | 1           | 1           | 1           | 1           | 2           | 1           | - AUS: Platino (17) - CAN: Platino (9) - DNK: Platino (4) - NOR: Platino (2) - NZL: Platino (6) - SWE: Platino (5) - UK: Platino (3) - USA: Platino (11) | F*ck Love 3: Over You   |
| 2021                                                                                          | Not Sober (feat. Polo G & Stunna Gambino)     | 8           | 22          | 23          | 43          | 98          | 28          | 21          | 55          | 42          | 41          | - CAN: Oro - USA: Oro | F*ck Love 3: Over You   |
| 2022                                                                                          | Thousand Miles                                | 4           | 11          | 19          | 19          | —           | 13          | 6           | 14          | 21          | 15          | - AUS: Platino (2) - CAN: Platino (2) - DNK: Oro - NZL: Oro - UK: Argento - USA: Platino                                                                 | /                       |
| 2022                                                                                          | Paris to Tokyo (con Fivio Foreign)            | 26          | 53          | —           | 98          | —           | —           | —           | —           | —           | 106         | | B.I.B.L.E.              |
| 2023                                                                                          | Love Again                                    | 6           | 17          | —           | 22          | 74          | 18          | 17          | 33          | 18          | 40          | - AUS: Oro - CAN: Platino - NZL: Oro - UK: Argento - USA: Platino                                                                                        | The First Time          |
| 2023                                                                                          | Kids Are Growing Up (Part 1)                  | —           | —           | —           | —           | —           | —           | —           | —           | —           | —           | | The First Time          |
| 2023                                                                                          | I Guess It's Love?                            | —           | —           | —           | —           | —           | —           | —           | —           | —           | —           | | /                       |
| 2023                                                                                          | Where Does Your Spirit Go?                    | —           | —           | —           | —           | —           | —           | —           | —           | —           | —           | | The First Time          |
| 2023                                                                                          | Too Much (con Jung Kook e Central Cee)        | 10          | 31          | —           | 19          | —           | 37          | 37          | 60          | 10          | 44          | - CAN: Oro | The First Time          |
| 2023                                                                                          | What Just Happened                            | —           | —           | —           | —           | —           | —           | —           | —           | —           | —           | | The First Time          |
| 2023                                                                                          | Bleed                                         | 47          | 86          | —           | 65          | —           | —           | —           | —           | 41          | 97          | - CAN: Oro - USA: Oro | The First Time          |
| 2024                                                                                          | Heaven                                        | —           | —           | —           | —           | —           | —           | —           | 57          | —           | 115         | | The First Time (Deluxe) |
| 2024                                                                                          | Still Yours                                   | —           | —           | —           | —           | —           | —           | —           | —           | —           | —           | | /                       |
| 2024                                                                                          | Girls                                         | 18          | 24          | —           | 54          | 90          | 27          | 26          | 51          | 47          | 51          | - AUS: Platino - CAN: Platino - NZL: Oro - USA: Oro | /                       |
| 2025                                                                                          | All I Want Is You                             | —           | —           | —           | —           | —           | —           | —           | —           | —           | —           | | /                       |
| 2025                                                                                          | How Does It Feel?                             | —           | —           | —           | —           | —           | —           | —           | —           | —           | —           | | /                       |
| 2025                                                                                          | Hot Girl Problems                             | —           | —           | —           | —           | —           | —           | —           | —           | —           | —           | | /                       |
| "—" indica che l'opera non si è classificata o che non è stata pubblicata in quel territorio. |                                               |             |             |             |             |             |             |             |             |             |             | |                         |

### Come artista ospite
| Anno                                                                                          | Titolo                                                  | Classifiche | Classifiche | Classifiche | Classifiche | Classifiche | Certificazioni        | Album di provenienza |
| Anno                                                                                          | Titolo                                                  | AUS         | CAN         | IRE         | UK          | USA         | Certificazioni        | Album di provenienza |
| --------------------------------------------------------------------------------------------- | ------------------------------------------------------- | ----------- | ----------- | ----------- | ----------- | ----------- | --------------------- | -------------------- |
| 2020                                                                                          | Costa Rica (Remix) (Bankrol Hayden feat. The Kid Laroi) | —           | —           | —           | —           | —           |                       | Pain Is Temporary    |
| 2020                                                                                          | Hell Bent (Tokyo's Revenge feat. The Kid Laroi)         | —           | —           | —           | —           | —           |                       | 7ven                 |
| 2020                                                                                          | My City (Onefour feat. The Kid Laroi)                   | 28          | —           | —           | —           | —           |                       | Against All Odds     |
| 2021                                                                                          | All My Life (Kenece feat. The Kid Laroi)                | —           | —           | —           | —           | —           |                       | /                    |
| 2021                                                                                          | No Return (Polo G feat. The Kid Laroi & Lil Durk)       | 33          | 26          | 40          | 47          | 26          | - CAN: Oro - USA: Oro | Hall of Fame         |
| "—" indica che l'opera non si è classificata o che non è stata pubblicata in quel territorio. |                                                         |             |             |             |             |             |                       |                      |

## Altri brani entrati in classifica
| Anno                                                                                          | Titolo                                                                     | Classifiche | Classifiche | Classifiche | Classifiche | Classifiche | Classifiche | Classifiche | Classifiche | Classifiche | Certificazioni                                                    | Album di provenienza    |
| Anno                                                                                          | Titolo                                                                     | AUS         | CAN         | DNK         | IRE         | NOR         | NZL         | SWE         | UK          | USA         | Certificazioni                                                    | Album di provenienza    |
| --------------------------------------------------------------------------------------------- | -------------------------------------------------------------------------- | ----------- | ----------- | ----------- | ----------- | ----------- | ----------- | ----------- | ----------- | ----------- | ----------------------------------------------------------------- | ----------------------- |
| 2020                                                                                          | Hate the Other Side (Juice Wrld e Marshmello feat. Polo G & The Kid Laroi) | 15          | 12          | —           | —           | —           | —           | 54          | —           | 10          | - NZL: Oro - UK: Argento - USA: Platino                           | Legends Never Die       |
| 2020                                                                                          | Wrong (feat. Lil Mosey)                                                    | —           | 98          | —           | 90          | —           | —           | —           | —           | 109         | - AUS: Platino - CAN: Platino - NZL: Oro - USA: Platino           | F*ck Love               |
| 2020                                                                                          | Pikachu                                                                    | —           | —           | —           | —           | —           | —           | —           | —           | 122         |                                                                   | F*ck Love (Savage)      |
| 2020                                                                                          | Tragic (feat. YoungBoy Never Broke Again & Internet Money)                 | 41          | 59          | —           | —           | —           | —           | —           | —           | 76          | - AUS: Oro - CAN: Platino - NZL: Oro - USA: Platino               | F*ck Love (Savage)      |
| 2020                                                                                          | Always Do                                                                  | 34          | 48          | —           | 39          | —           | —           | —           | 66          | 83          | - AUS: Platino - CAN: Oro - NZL: Oro - UK: Argento - USA: Platino | F*ck Love (Savage)      |
| 2020                                                                                          | Feel Something (feat. Marshmello)                                          | —           | 93          | —           | —           | —           | —           | —           | —           | 113         | - USA: Oro                                                        | F*ck Love (Savage)      |
| 2020                                                                                          | F*ck You, Goodbye (feat. Machine Gun Kelly)                                | —           | 64          | —           | —           | —           | —           | —           | —           | 99          | - AUS: Oro - CAN: Platino - NZL: Oro - USA: Platino               | F*ck Love (Savage)      |
| 2021                                                                                          | Unstable (Justin Bieber feat. The Kid Laroi)                               | 22          | 17          | 12          | —           | 33          | —           | 53          | —           | 62          |                                                                   | Justice                 |
| 2021                                                                                          | Over You                                                                   | —           | 81          | —           | —           | —           | —           | —           | —           | 108         |                                                                   | F*ck Love 3: Over You   |
| 2021                                                                                          | Same Energy                                                                | —           | 86          | —           | —           | —           | —           | —           | —           | 110         |                                                                   | F*ck Love 3: Over You   |
| 2021                                                                                          | Still Chose You (feat. Mustard)                                            | —           | 65          | —           | —           | —           | —           | —           | 80          | 100         |                                                                   | F*ck Love 3: Over You   |
| 2022                                                                                          | Wasting Angels (Post Malone feat. The Kid Laroi)                           | 30          | 30          | —           | —           | —           | —           | 89          | —           | 56          |                                                                   | Twelve Carat Toothache  |
| 2023                                                                                          | Forever & Again                                                            | —           | —           | —           | —           | —           | —           | —           | 92          | —           |                                                                   | Barbie: The Album       |
| 2023                                                                                          | Nights like This                                                           | 20          | 43          | —           | 27          | 34          | 16          | 78          | 28          | 47          | - AUS: Oro - CAN: Platino - NZL: Platino - UK: Oro - USA: Platino | The First Time          |
| 2023                                                                                          | Baby I'm Back                                                              | 37          | 64          | —           | 76          | 37          | 28          | —           | 68          | 89          | - CAN: Oro - NZL: Oro - USA: Platino                              | The First Time (Deluxe) |
| 2024                                                                                          | This My Life (con Lyrical Lemonade, Lil Tecca e Lil Skies)                 | —           | —           | —           | —           | —           | —           | —           | —           | 119         |                                                                   | All Is Yellow           |
| 2024                                                                                          | Goodbye                                                                    | —           | —           | —           | —           | —           | —           | —           | —           | 103         |                                                                   | The Party Never Ends    |
| 2025                                                                                          | I Know Love (Tate McRae feat. The Kid Laroi)                               | 17          | 24          | 39          | 44          | 17          | 24          | 71          | 25          | 43          |                                                                   | So Close to What        |
| "—" indica che l'opera non si è classificata o che non è stata pubblicata in quel territorio. |                                                                            |             |             |             |             |             |             |             |             |             |                                                                   |                         |